# Aeroportul Garden Point
Aeroportul Garden Point (IATA: GPN, ICAO: YGPT) este un aeroport din Teritoriul de Nord, Australia ce deservește zona Melville Island⁠(d).
Situat la o altitudine de 23 m, aeroportul dispune de o singură pistă. Este operat de Tiwi Islands Region⁠(d).